# Instrumentalis
Instrumentalis är ett separat kasus i bland annat slaviska och baltiska språk. Detta kasus, som förekommer i både nominalfraser och prepositionsfraser, har många användningsområden. Ett är att uttrycka ett medel, det instrument som man använder för att åstadkomma något. I svenskan används här prepositionen "med", som i Jag öppnar dörren med en nyckel. I denna meningen motsvaras "med nyckel" i till exempel ryskan av ett enkelt, det vill säga prepositionslöst, substantiv böjt i instrumentalis (ключом kljutjom, nominativ ключ kljutj).
I många australiska språk finns instrumentalis. Ofta är detta kasus identiskt med ergativen, det vill säga det kasus som betecknar subjektet i transitiva satser.

## Instrumentalisändelser i olika språk
Serbokroatiska (bosniska, kroatiska, serbiska): -om/em, -om, -om (singular); -ima, -ama, -ima (plural)

Polska: -em, -ą (singular); -ami; -mi (plural).

Ryska: -ом (-om), -ой (-oj), -ю (-ju) (singular); -ами (-am’i), -ми (-m’i) (plural)

Litauiska: -u, -iu, -a, -e, -ia, -imi, -umi, -iumi, -eniu, eria (singular); -ais, -iais, -omis, -ėmis, -iomis, -imis, -umis (plural); till exempel sunumis, "med söner".

Separata instrumentalisformer fanns i bland annat gammalhögtyska (tagu, från grundformen tag, "dag"), men finns inte i yngre germanska språk.

## Utveckling av äldre instrumentalis
Urindoeuropeiska, det tänkta språk som ligger till grund för alla indoeuropeiska språk, bör ha haft instrumentalisformer som var klart skilda från andra kasusformer. I de flesta kända senare indoeuropeiska språken har denna skillnad försvunnit, genom kasussammanfall. Det går dock att i yngre språk dels identifiera en del gamla instrumentalisformer, dels se en instrumentell användning av något av de sammanslagna kasusen.

## Exempel på överlevandeformer
I de germanska språken sammanföll, antingen redan från början eller så småningom, instrumentalis och flera andra substantivkasus i dativen. Dativ pluralformerna anses härstamma från en urindoeuropeisk instrumentalis pluraländelse (-o/a/i)-mis som överlevt nästan oförändrat i litauiska. Ändelsen -is tappades dock tidigt bort i de germanska språken, och i nordiska språk övertogs genom analogibildning formen -om allmänt. "Åt/för/med söner" blev alltså "sunom" i urnordiska.  Formerna på -om finns kvar i enstaka svenska uttryck och ord, som "i Dalom", "lagom", "genom" och "stundom".

## Exempel på överlevandeanvändning
Instrumentalis hade i latinet då det började skrivas till formen helt uppgått i kasus ablativ, men ablativ användes ofta på detta tydliga instrumentalis-sätt, bland annat i så kallad ablativus instrumenti.
Exempel:
- Glaudio occisus est. Han dödades med svärd. "Svärd", glaudius i grundform, använt som redskap eller medel.
- Arbores agitabantur ventis. Träden skakades av vindarna. "Vindarna", venti i grundform, använt som opersonlig agent i en passivsats.